# Statilia Messalina
Statylia Mesalina (ur. ok. 35 n.e., zm. po 69 n.e.) – cesarzowa rzymska, będąca trzecią (ostatnią) żoną Nerona.

## Życiorys
Pochodziła ze znakomitego rodu senatorskiego. Jak podaje Swetoniusz, była praprawnuczką Tytusa Statyliusza Taurusa, konsula w 26 p.n.e. i wybitnego dowódcy cesarza Augusta.
Nieznane są imiona jej trzech pierwszych mężów. Czwartym był Marek Juliusz Westynus Attykus, konsul w 65 n.e. i przez pewien czas bliski przyjaciel Nerona. W roku 65 Neron nakazał stracić Westynusa, gdyż jak zauważył Tacyt, „Statilię Messalinę w małżeństwo pojął, choć dobrze wiedział, że wśród jej gachów także Cezar się znajduje”. Ślub z Neronem odbył się w czerwcu 66 n.e. Jako małżonka cesarza otrzymała tytuł Augusty. W 67 najpewniej towarzyszyła Neronowi w podróży do Grecji.
W czerwcu 68 n.e. przeżyła upadek i samobójstwo Nerona. Jego następcy, wywodzący się z tych samych kręgów arystokracji, oszczędzili jednak ją wraz z majątkiem. Według świadectwa Swetoniusza, miał zamiar ją poślubić cesarz Oton, czemu jednak przeszkodziła jego śmierć, gdy został pokonany przez Witeliusza. Przed samobójstwem napisał list do „wdowy po Neronie (…), polecając jej swe popioły i pamięć”.
Nie miała potomstwa. Nie są znane jej dalsze losy ani data śmierci Mesaliny, która miała żyć jeszcze po 69 n.e.

## Genealogia
Niektóre z zamieszczonych tu informacji wymagają weryfikacji.
Dokładniejsze informacje o tym, co należy poprawić, być może znajdują się w dyskusji tego artykułu.
 Po wyeliminowaniu niedoskonałości należy usunąć szablon [[Szablon:Dopracować|]] z tego artykułu.
| Tytus Statyliusz Taurus |
| konsul 26 p.n.e.        |

| Tytus Statyliusz Taurus |
| konsul 11 n.e.          |
| \| 1. Waleria \|        |
| 1. Waleria              |

| 1. Waleria |

| Tytus Statyliusz Taurus Korwinus |
| konsul 45 n.e.                   |

| Tytus Statyliusz Taurus |
| konsul 44 n.e.          |

| Statylia Messalina                  |
| \| 1. Lucjusz Waleriusz Katullus \| |
| 1. Lucjusz Waleriusz Katullus       |

| 1. Lucjusz Waleriusz Katullus |

| Lucjusz Waleriusz Katullus Messalinus |
| konsul 73 n.e.                        |

| Statylia Messalina                                   |
| \| 4. Marek Juliusz Westynus Attyk \| \| 5. Neron \| |
| 4. Marek Juliusz Westynus Attyk                      |
| 5. Neron                                             |

| 4. Marek Juliusz Westynus Attyk |
| 5. Neron                        |